# Tetraonyx
Tetraonyx là một chi bọ cánh cứng trong họ Meloidae.
Chi này được miêu tả khoa học năm 1805 bởi Latreille.

## Các loài
Các loài trong chi này gồm:
- Tetraonyx albipilosa Van Dyke, 1929
- Tetraonyx albomaculata Haag-Rutenberg, 1879
- Tetraonyx albomarginata Haag-Rutenberg, 1879
- Tetraonyx angulicollis Haag-Rutenberg, 1879
- Tetraonyx anthracina Haag-Rutenberg, 1879
- Tetraonyx atricolor Pic, 1915
- Tetraonyx atripennis (Klug, 1825)
- Tetraonyx atriventris Pic, 1916
- Tetraonyx badeni Haag-Rutenberg, 1879
- Tetraonyx batesi Haag-Rutenberg, 1879
- Tetraonyx bicolor Le Peletier & Audinet-Serville, 1825
- Tetraonyx bicoloriceps Pic, 1930
- Tetraonyx bilineata Haag-Rutenberg, 1879
- Tetraonyx bimaculata (Klug, 1825)
- Tetraonyx bipartita Haag-Rutenberg, 1879
- Tetraonyx bipunctata Le Peletier & Audinet-Serville, 1825
- Tetraonyx brevenotata Pic, 1930
- Tetraonyx brevis (Klug, 1825)
- Tetraonyx brucki Haag-Rutenberg, 1879
- Tetraonyx brunnescens Haag-Rutenberg, 1879
- Tetraonyx chevrolati Haag-Rutenberg, 1879
- Tetraonyx chrysomelina (Klug, 1825)
- Tetraonyx chrysurus Fischer, 1827
- Tetraonyx cincta Curtis, 1844
- Tetraonyx circumscripta Haag-Rutenberg, 1879
- Tetraonyx clythroides Haag-Rutenberg, 1879
- Tetraonyx collare Le Peletier & Audinet-Serville, 1825
- Tetraonyx crassa (Klug, 1825)
- Tetraonyx croceicollis Haag-Rutenberg, 1879
- Tetraonyx cruciata Castelnau, 1840
- Tetraonyx cuyana Selander & Selander, 1993
- Tetraonyx cyanipennis Haag-Rutenberg, 1879
- Tetraonyx decipiens Haag-Rutenberg, 1879
- Tetraonyx decorata Kirsch, 1866
- Tetraonyx depressa (Klug, 1825)
- Tetraonyx deyrollei Haag-Rutenberg, 1879
- Tetraonyx diluta Haag-Rutenberg, 1879
- Tetraonyx distincticollis Pic, 1916
- Tetraonyx dohrni Haag-Rutenberg, 1879
- Tetraonyx dubiosa Horn, 1894
- Tetraonyx femoralis Dugès, 1869-81
- Tetraonyx frontalis Chevrolat, 1834-35
- Tetraonyx fulva LeConte, 1853
- Tetraonyx griseipennis Pic, 1915
- Tetraonyx haroldi Haag-Rutenberg, 1879
- Tetraonyx humeralis Haag-Rutenberg, 1879
- Tetraonyx incarinata Pic, 1915
- Tetraonyx innotaticeps Pic, 1915
- Tetraonyx intermedia Haag-Rutenberg, 1879
- Tetraonyx kirschi Haag-Rutenberg, 1879
- Tetraonyx kraussi Haag-Rutenberg, 1879
- Tetraonyx lampyroides Burmeister, 1881
- Tetraonyx laticollis (Klug, 1825)
- Tetraonyx lemoulti Pic, 1915
- Tetraonyx limbata Castelnau, 1840
- Tetraonyx lineola (Klug, 1825)
- Tetraonyx lugubris Haag-Rutenberg, 1879
- Tetraonyx lycoides Selander & Martinez, 1984
- Tetraonyx maculata Castelnau, 1840
- Tetraonyx maestra Selander & Bouseman, 1960
- Tetraonyx marseuli Haag-Rutenberg, 1879
- Tetraonyx maudhuyi Pic, 1919
- Tetraonyx minor Haag-Rutenberg, 1879
- Tetraonyx minuscula Wickham, 1914
- Tetraonyx mniszechi Haag-Rutenberg, 1879
- Tetraonyx moritzi Haag-Rutenberg, 1879
- Tetraonyx multinotata Pic, 1915
- Tetraonyx mylabrina (Klug, 1825)
- Tetraonyx nano Haag-Rutenberg, 1879
- Tetraonyx nigerrima Pic, 1915
- Tetraonyx nigriceps Haag-Rutenberg, 1879
- Tetraonyx nigricornis (Klug, 1825)
- Tetraonyx nigrifrons Haag-Rutenberg, 1879
- Tetraonyx octomaculata Latreille, 1805
- Tetraonyx olfersi (Fischer, 1827)
- Tetraonyx pallida Haag-Rutenberg, 1879
- Tetraonyx panamensis Pic, 1915
- Tetraonyx parallela (Klug, 1825)
- Tetraonyx parviceps Kaszab, 1960
- Tetraonyx pectoralis Haag-Rutenberg, 1879
- Tetraonyx peruviana Pic, 1930
- Tetraonyx propinqua Burmeister, 1881
- Tetraonyx quadrimaculata (Fabricius, 1792)
- Tetraonyx quadrinotata Haag-Rutenberg, 1879
- Tetraonyx rogenhoferi Haag-Rutenberg, 1879
- Tetraonyx ruficollis Castelnau, 1840
- Tetraonyx sallei Haag-Rutenberg, 1879
- Tetraonyx scutellaris Haag-Rutenberg, 1879
- Tetraonyx seminiger Borchmann, 1930
- Tetraonyx septemguttata Curtis, 1844
- Tetraonyx sericea Selander & Martinez, 1984
- Tetraonyx sexguttata (Olivier, 1795)
- Tetraonyx simsi Pic, 1919
- Tetraonyx superba Pic, 1915
- Tetraonyx telephoroides Haag-Rutenberg, 1879
- Tetraonyx thoracica Haag-Rutenberg, 1879
- Tetraonyx tigridipennis Richard, 1838
- Tetraonyx undulata Haag-Rutenberg, 1879
- Tetraonyx variabilis Haag-Rutenberg, 1879
- Tetraonyx violaceipennis Lucas, 1857
- Tetraonyx zonata Haag-Rutenberg, 1879